# Xiaomi 9T
Xiaomi Mi 9T Pro y Xiaomi Mi 9T (Redmi K20 Pro y Redmi K20 en ecuador) son teléfonos inteligentes desarrollados por la marca Redmi, filial de Xiaomi. Posteriormente se reveló que existirá una variante Premium para el Pro, un nuevo modelo con 512 GB / 12 GB de RAM, procesador Snapdragon 855+, un sistema de enfriamiento mejorado y un acabado más fino.

## Especificaciones

### Diseño
El Xiaomi Mi 9T está disponibles en tres colores: Glacier Blue, Flame Red and Carbon Black. El Xiaomi Mi 9T y Mi 9T Pro cuentan con una pantalla FHD + AMOLED completa de 6.4"  y está fabricado en un cuerpo de vidrio/metal. 

### Hardware
El Xiaomi Mi 9T Pro viene con el procesador Qualcomm Snapdragon 855, con 6 GB de RAM y 64 o 128 GB de almacenamiento interno y 8 GB de RAM con 128 GB o 256 GB de almacenamiento interno no expandible. El Xiaomi 9T está equipado con el procesador Qualcomm Snapdragon 730 de gama media y tiene las mismas opciones de RAM y almacenamiento que el Xiaomi 9T Pro. El Xiaomi 9T Pro tiene una carga rápida de 27W mientras que el Xiaomi 9T tiene una carga rápida de 18W; ambos tienen sensores de huellas digitales de séptima generación y baterías de 4000 mAh.

#### Cámara
Ambos teléfonos tienen tres cámaras traseras, pero el 9T Pro tiene como sensor principal el Sony Exmor IMX586 de 48 megapíxeles mientras que el 9T tiene como sensor principal el Sony IMX582, una cámara de gran angular de 13 megapíxeles, y una cámara telefoto de 8 megapíxeles. Ambos teléfonos cuentan con una cámara  frontal motorizada de 20 megapíxeles.

### Software
Ambos teléfonos vienen con MIUI 10 sobre Android Pie. El Redmi K20 Pro Premium Edition viene con MIUI 11 sobre Android 10 .